# Генрієтта (Міссурі)
Генрієтта (англ. Henrietta) — місто (англ. city) в США, в окрузі Рей штату Міссурі. Населення — 278 осіб (2020).

## Географія
Генрієтта розташована за координатами 39°14′14″ пн. ш. 93°56′19″ зх. д. / 39.23722° пн. ш. 93.93861° зх. д. (39.237111, -93.938534).  За даними Бюро перепису населення США в 2010 році місто мало площу 1,54 км², уся площа — суходіл.

## Демографія
Згідно з переписом 2010 року, у місті мешкало 369 осіб у 109 домогосподарствах у складі 75 родин. Густота населення становила 239 осіб/км².  Було 141 помешкання (91/км²).
Расовий склад населення:
| - 93,5 % — білих - 5,4 % — чорних або афроамериканців - 0,5 % — корінних американців |

До двох чи більше рас належало 0,3 %. Частка іспаномовних становила 4,6 % від усіх жителів.
За віковим діапазоном населення розподілялося таким чином: 21,4 % — особи молодші 18 років, 68,6 % — особи у віці 18—64 років, 10,0 % — особи у віці 65 років та старші. Медіана віку мешканця становила 37,1 року. На 100 осіб жіночої статі у місті припадало 126,4 чоловіків;  на 100 жінок у віці від 18 років та старших — 137,7 чоловіків також старших 18 років.
Середній дохід на одне домашнє господарство  становив 45 470 доларів США (медіана — 32 000), а середній дохід на одну сім'ю — 55 272 долари (медіана — 48 750). За межею бідності перебувало 30,7 % осіб, у тому числі 55,3 % дітей у віці до 18 років та 2,6 % осіб у віці 65 років та старших.
Цивільне працевлаштоване населення становило 111 осіб. Основні галузі зайнятості: виробництво — 32,4 %, освіта, охорона здоров'я та соціальна допомога — 18,9 %, роздрібна торгівля — 9,0 %, оптова торгівля — 6,3 %.